# Leptoctenus
Leptoctenus es un género de arañas araneomorfas de la familia Ctenidae. Se encuentra en América, este de Asia y Australia.

## Lista de especies
Según The World Spider Catalog 12.0:
- Leptoctenus agalenoides L. Koch, 1878
- Leptoctenus byrrhus Simon, 1888
- Leptoctenus daoxianensis Yin, Tang & Gong, 2000
- Leptoctenus gertschi Peck, 1981
- Leptoctenus paradoxus (F. O. Pickard-Cambridge, 1900)
- Leptoctenus sonoraensis Peck, 1981